# 奥拉杜尔 (夏朗德省)
奥拉杜尔（法語：Oradour，法語發音：[ɔʁaduʁ]）是法国夏朗德省的一个市镇，属于孔福朗区。

## 地理
奥拉杜尔（45°54'24"N, 0°1'54"W）面积14.4 平方千米，位于法国新阿基坦大区夏朗德省，该省份为法国西部内陆省份，北起德塞夫勒省和维埃纳省，东临上维埃纳省，东南至多尔多涅省，南至多爾多涅省，西接滨海夏朗德省。
与奥拉杜尔接壤的市镇（或旧市镇、城区）包括：巴伯济耶尔、吕普索、蒙斯、圣弗赖涅、韦尔迪耶、艾格尔。

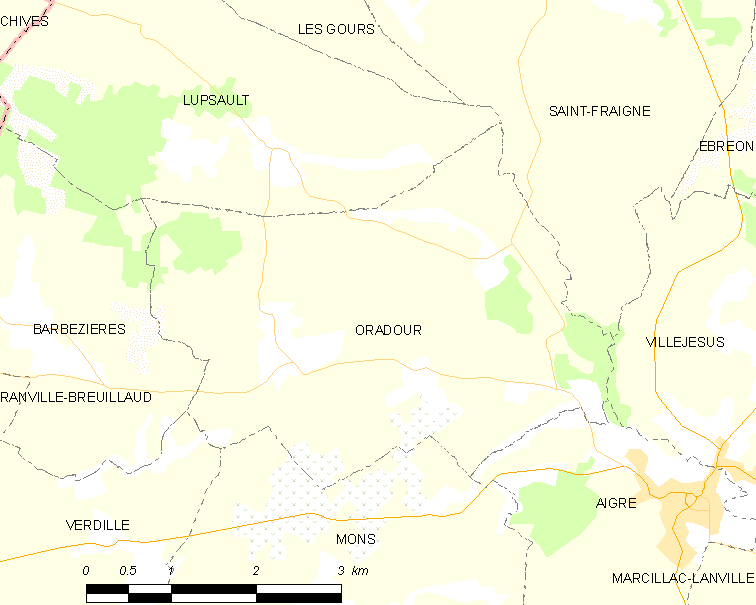
的OSM定位图

奥拉杜尔的时区为UTC+01:00、UTC+02:00（夏令时）。

## 行政
奥拉杜尔的邮政编码为16140，INSEE市镇编码为16248。

## 政治
奥拉杜尔所属的省级选区为夏朗德北县。

## 人口

1962-2008年间人口变化图示

奥拉杜尔于2022年1月1日时的人口数量为155人。